# Cristin Granados
Cristin Yorleny Granados Gómez (San Rafael, 19 agosto 1989) è una calciatrice costaricana, centrocampista del Moravia e della nazionale costaricana.

## Palmarès

### Club

#### Trofei nazionali
- Campionato costaricano femminile: 4

Deportivo Saprissa: 2014, 2015
AD Moravia: 2016, 2017

#### Trofei internazionali
- Copa Interclubes UNCAF femminile: 2

AD Moravia: 2016, 2017

### Nazionale
- Giochi centramericani: 1

2013